# Wallenburg
Landgoed Wallenburg is een landgoed in Boswachterij Austerlitz in de Nederlandse provincie Utrecht. Het landgoed Wallenburg ligt ten zuiden van het militair oefenterrein Leusderheide. Het landgoed is genoemd naar de hofstede Wallenberg, de naam werd later verbasterd tot Wallenburg.

## Ontginning
De hugenoot Jean Marie D'Amblé uit Lotharingen was Frankrijk ontvlucht en vestigde zich in 1797 op de Wallenburg. Bij zijn hofstede liet hij een 14 meter diepe put uitgraven. Hij noemde zijn hofstede Wallenburg. De naam is afgeleid van het nabijgelegen Berg, thans Soesterberg en door hem opgeworpen zandwallen die erf en akkers omgaven. De omwallingen dienden om de zandverstuivingen te keren. Na zijn ontvluchting begon hij het stuk grond op de Utrechtse Heuvelrug te ontginnen. Tot de heideontginning behoorde ook de aanleg van een lanenstructuur. Het Damreesche Spoor op de Leusderheide is een verbastering van Damblese Spoor.

## Frans kampement
In 1804 werd de heide ten oosten van Zeist gebruikt als kampement voor de Franse troepen. Generaal August F.L. Viesse de Marmont was opperbevelhebber van de Franse en Bataafse troepen in Nederland. Hij  maakte op de heide ten noorden van Driebergen een militair kamp van 18.000 militairen, ten zuiden van de hofstede. Damblé zou voor zijn ontginning ook de paardenmest van het Marmontsbarak gebruiken.

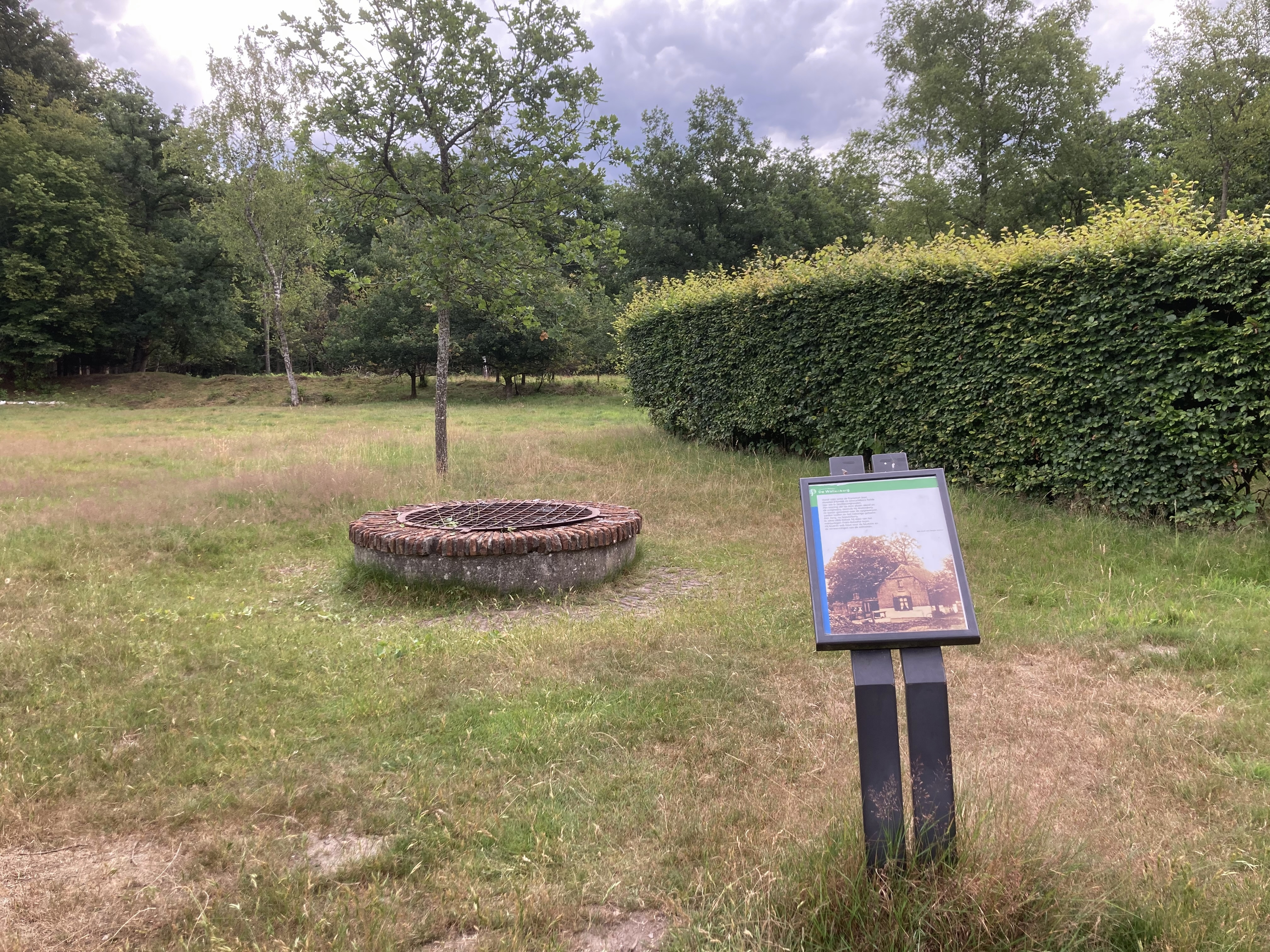
Put van Wallenberg

## Put van Wallenburg
In 1881 was Wallenburg eigendom van Pieter P. van Gelre van Vrijberge uit Driebergen. Boswachterij Austerlitz ontstond toen Staatsbosbeheer in 1939 de landgoederen Wallenburg en Austerlitz aankocht. De hofstede werd in 1945 in puin geschoten, maar de omtrek ervan is aangegeven door beukenhagen. De Put van Wallenburg werd in 1989 gerestaureerd. Vanaf de Woudebergseweg / Zeisterweg (N224) bij Austerlitz wordt een wandelroute naar de Wallenburg aangegeven. De route begint dicht bij het voormalige gebouw van staatsbosbeheer Austerlitz.